# Clubiona pogonias
Clubiona pogonias är en spindelart som beskrevs av Simon 1906. Clubiona pogonias ingår i släktet Clubiona och familjen säckspindlar. Inga underarter finns listade i Catalogue of Life.